# استان بولچیزه
استان بولچیزه (به آلبانیایی: Rrethi i Bulqizës) نام یکی از استان‌های سی‌وشش‌گانه کشور آلبانی است.